# Fredrik Åkerhielm
Fredrik Åkerhielm (af Margarethelund), född 11 september 1717 i Stockholm, död 14 mars 1798 på Margretelund, Österåkers socken, Uppland, var en svensk friherre och militär.

## Biografi
Fredrik Åkerhielm var son till statsrådet och överstemarskalken friherre Samuel Åkerhielm och Anna Christina Feif. Han blev student vid Åbo akademi 1729, kom i militärtjänst 1737, blev därefter löjtnant vid artilleriet och 1746 ryttmästare vid Skånska kavalleriregementet. Åkerhielm var 1747–1761 major och chef för Karelska dragonkåren och 1761–1762 överstelöjtnant vid Nylands dragonregemente. Han blev 1751 riddare av Svärdsorden.